# Mousa
Mousa ist eine kleine schottische Shetlandinsel, östlich der Hauptinsel Mainland, die durch den etwa einen Kilometer breiten Mousa Sound von dieser getrennt wird. 

## Verwaltung
Mousa gehört zur Gemeinde (Community Council Area) Sandwick, bzw. der früheren Civil parish Sandwick, die gegen Ende des 19. Jahrhunderts nach Dunrossness eingegliedert wurde.

## Geographie
Die flache und baumlose Insel ist ca. 2,5 km lang in Nordwest-Südost-Richtung, und gut einen Kilometer breit. Sie besteht aus der kleineren North Isle im Nordwesten und der South Isle im Südosten, die durch die eingeschnittenen Buchten East Ham und West Ham voneinander abgesetzt sind. 
Mousa ist spätestens seit dem 19. Jahrhundert unbewohnt und beherbergt zahlreiche Vogelarten. Mit organisierten Touren kann sie besucht werden. Mit dem Broch von Mousa steht auf Mousa einer der besterhaltenen Brochs überhaupt.